# 真翼鳥屬
真翼鳥（學名：Alethoalaornis）為已滅絕的反鳥亞綱的真反鳥類，發現於中國遼寧省朝陽縣九佛堂組，生存於白堊紀前期。